# Mario Lemieux
Mario Lemieux   (Montreal, 5 d'octubre de 1965) és un jugador professional d'hoquei sobre gel quebequès que és considerat un dels millors jugadors de la història d'aquest esport. Va ser triat pels Pittsburgh Penguins amb la primera selecció general en el draft de la National Hockey League (NHL). Lemieux va tenir una excel·lent temporada de novell: va puntuar 100 punts, va ser nomenat per a l'equip All-Star, i va ser guardonat amb el premi Calder Memorial Trophy com a novell de l'any de la NHL. Va marcar més de 100 punts en cadascun dels seus primers sis anys a Pittsburgh i va ser nomenat NHL Most Valuable Player (MVP) per a la temporada 1987-88.

## Primers anys
Lemieux va néixer a Montreal, fill de Pierrette, mestressa de casa, i Jean-Guy Lemieux, enginyer. Ell i els seus germans grans Alain i Richard van créixer en una família de classe treballadora del barri de Ville-Émard. Va començar a jugar a l'hoquei als tres anys al soterrani de casa seva; abans d'utilitzar equip de veritat, ell i els seus germans usaven culleres de cuina de fusta com a pals d'hoquei i taps d'ampolla com a discos. El seu pare va crear una pista al jardí de casa perquè els nois poguessin practicar tot el possible i, segons la llegenda familiar, de vegades la família omplia de neu la catifa del saló perquè els germans poguessin practicar a dins quan es feia fosc.
El jove Lemieux va ser company d'equip dels futurs jugadors de la NHL Marc Bergevin i JJ Daigneault al mateix equip menor d'hoquei sobre gel de Ville-Émard. Lemieux i Daigneault van jugar junts amb RJ Donnelly i Gail Swann al Torneig Internacional d'Hoquei Pee-Wee del Quebec de 1977. Cornish i Swann també van competir en el torneig de 1978.
Lemieux va començar la seva carrera al Laval Voisins de la Quebec Major Junior Hoquei League (QMJHL). Quan va ser reclutat als 15 anys, va declarar que batria rècords a la lliga. Durant la temporada 1983-84 de la QMJHL, va demanar a l'entrenador Jean Bégin jugar en una línia davantera amb Jacques Goyette. La combinació va tenir èxit, ja que Lemieux va batre el rècord de la lliga de punts en una temporada amb 282 (133 gols, 149 assistències) en 70 partits. En el seu últim partit de la temporada regular, Lemieux va necessitar tres gols per a empatar el rècord de Guy Lafleur de 130 gols; va marcar sis gols i va donar sis assistències en una victòria per 16-4. Durant els playoffs, va marcar 29 gols i va aconseguir 52 punts en 14 partits, i va classificar el seu equip per a la Memorial Cup de 1984. La seva aparició al campionat nacional juvenil canadenc d'hoquei sobre gel va suscitar una gran expectació, però Lemieux només va poder marcar dos gols i donar tres assistències, i els Voisins de Laval van perdre els tres partits.
Encara que va participar al Campionat Mundial d'Hoquei Júnior del 1983, Lemieux no va jugar amb els Canadian Juniors el 1984 perquè no li va agradar com el va tractar l'entrenador Dave King al torneig anterior. Tampoc volia interrompre la seva temporada com a júnior. Va acabar la seva carrera a la QMJHL amb 562 punts (247 gols, 315 assistències) en tres temporades. Abans de l'Entry Draft de la NHL de 1984, Lemieux va anunciar que volia jugar per a l'equip que el triés. Ell i el seu agent estaven en un punt mort amb els Pittsburgh Penguins i no van poder negociar un contracte. Per aquest motiu, quan els Penguins van anunciar el seu nom com a primer jugador del draft, no va estrènyer la mà del director general Eddie Johnston ni es va posar la samarreta dels Penguins, com és tradició a la NHL. Tot i que el draft es va celebrar a Montreal, més de 3.000 aficionats van veure la retransmissió al Civic Arena de Pittsburgh -un partit típic dels Penguins atreia menys de 7.000 aficionats en aquella època- Després del draft, Johnston va signar amb Lemieux un contracte de dos anys per 600.000 dòlars, més una prima de 150.000 dòlars per signar

## Retirada com a jugador

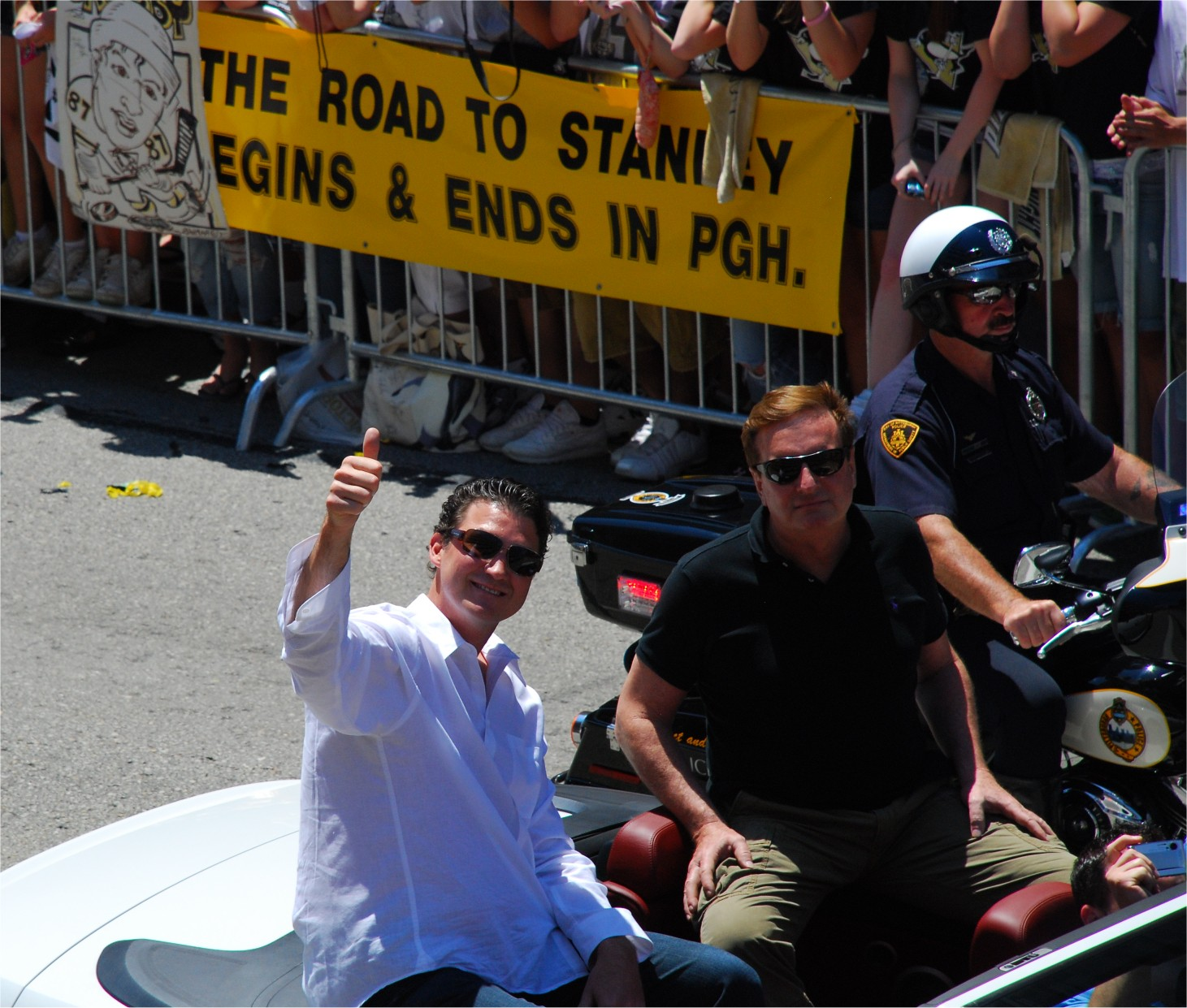
Lemieux assegut al costat de Ronald Burkle durant la desfilada de la victòria de la Copa Stanley del 2009

El 24 de gener de 2006, Lemieux va anunciar la seva segona i permanent retirada de l'hoquei professional als 40 anys. Això va seguir a mitja temporada en què va lluitar no només amb l'augment de la velocitat de la nova NHL, sinó també amb la fibril·lació auricular, que li provocava batecs cardíacs irregulars. Tot i que havia anotat punts a un ritme amb el qual la majoria dels davanters de la NHL estarien molt contents (22 punts en 26 partits) en la seva última temporada, Lemieux va comentar que «ja no puc jugar a un nivell al qual estava acostumat en el passat».
L'octubre de 2006, el grup propietari de Lemieux va anunciar que havia arribat a un acord per vendre els Penguins al president i codirector general de Research In Motion, Jim Balsillie. Tanmateix, Balsillie va rescindir inesperadament la seva oferta dos mesos després després d'una aparent disputa amb la Junta de Governadors de la NHL sobre les condicions de compra, tot i que Balsillie havia promès anteriorment a la Junta que no reubicaria l'equip. Lemieux es va ofendre perquè Balsillie s'havia retirat a l'últim moment i inicialment es va negar a retornar el dipòsit de Balsillie, dient que incomplia el seu acord.
El 13 de març de 2007, el grup propietari de Lemieux va anunciar un acord final per a un nou estadi multiusos, que finalment s'anomenaria Consol Energy Center, que es construiria davant del Mellon Arena. L'acord manté els Penguins a Pittsburgh durant almenys 30 anys. Lemieux va ser fonamental en la negociació d'aquest acord, malgrat els esforços externs per traslladar l'equip a Kansas City. Més tard es va revelar que Lemieux va visitar Kansas City només per pressionar la ciutat i l'estat perquè tirés endavant els plans per al nou estadi.
Els Penguins van tornar als playoffs, perdent en cinc partits contra els Ottawa Senators el 2007, i arribant a les finals el 2008, on van perdre en sis partits contra els Detroit Red Wings. El 12 de juny de 2009, Lemieux va guanyar el seu tercer títol de la Stanley Cup, aquesta vegada com a propietari, ja que els Penguins van guanyar una revenja contra els Red Wings a les finals de la Stanley Cup de 2009, en set partits. El 2015, Lemieux i Ron Burkle van contractar Morgan Stanley per explorar la possibilitat de vendre els Penguins. El 12 de juny de 2016, els Penguins van derrotar els San Jose Sharks a les finals de la Stanley Cup de 2016, en sis partits, per donar a Lemieux la seva quarta Stanley Cup, la segona com a propietari. Gairebé exactament un any després, l'11 de juny de 2017, Lemieux va guanyar la seva tercera Stanley Cup com a propietari després de la derrota dels Penguins en sis partits contra els Nashville Predators.

## Trajectòria
J = Partits Jugats; G = Gols; A = Assistències; Pts. = Punts; Pen. = Penals
| 1980–81          | Montreal-Concordia  | QAAA             | 47  | 62  | 62   | 124  | 127 | 3   | 2  | 5  | 7   | 8  |
| 1981–82          | Laval Voisins       | QMJHL            | 64  | 30  | 66   | 96   | 22  | –   | –  | –  | –   | –  |
| 1982–83          | Laval Voisins       | QMJHL            | 66  | 84  | 100  | 184  | 76  | 12  | 14 | 18 | 32  | 18 |
| 1983–84          | Laval Voisins       | QMJHL            | 70  | 133 | 149  | 282  | 92  | 14  | 29 | 23 | 52  | 29 |
| 1984–85          | Pittsburgh Penguins | NHL              | 73  | 43  | 57   | 100  | 54  | –   | –  | –  | –   | –  |
| 1985–86          | Pittsburgh Penguins | NHL              | 79  | 48  | 93   | 141  | 43  | –   | –  | –  | –   | –  |
| 1986–87          | Pittsburgh Penguins | NHL              | 63  | 54  | 53   | 107  | 57  | –   | –  | –  | –   | –  |
| 1987–88          | Pittsburgh Penguins | NHL              | 77  | 70  | 98   | 168  | 92  | –   | –  | –  | –   | –  |
| 1988–89          | Pittsburgh Penguins | NHL              | 76  | 85  | 114  | 199  | 100 | 11  | 12 | 7  | 19  | 16 |
| 1989–90          | Pittsburgh Penguins | NHL              | 59  | 45  | 78   | 123  | 78  | –   | –  | –  | –   | –  |
| 1990–91          | Pittsburgh Penguins | NHL              | 26  | 19  | 26   | 45   | 30  | 23  | 16 | 28 | 44  | 16 |
| 1991–92          | Pittsburgh Penguins | NHL              | 64  | 44  | 87   | 131  | 94  | 15  | 16 | 18 | 34  | 2  |
| 1992–93          | Pittsburgh Penguins | NHL              | 60  | 69  | 91   | 160  | 38  | 11  | 8  | 10 | 18  | 10 |
| 1993–94          | Pittsburgh Penguins | NHL              | 22  | 17  | 20   | 37   | 32  | 6   | 4  | 3  | 7   | 2  |
| 1995–96          | Pittsburgh Penguins | NHL              | 70  | 69  | 92   | 161  | 54  | 18  | 11 | 16 | 27  | 33 |
| 1996–97          | Pittsburgh Penguins | NHL              | 76  | 50  | 72   | 122  | 65  | 5   | 3  | 3  | 6   | 4  |
| 2000–01          | Pittsburgh Penguins | NHL              | 43  | 35  | 41   | 76   | 18  | 18  | 6  | 11 | 17  | 4  |
| 2001–02          | Pittsburgh Penguins | NHL              | 24  | 6   | 25   | 31   | 14  | –   | –  | –  | –   | –  |
| 2002–03          | Pittsburgh Penguins | NHL              | 67  | 28  | 63   | 91   | 43  | –   | –  | –  | –   | –  |
| 2003–04          | Pittsburgh Penguins | NHL              | 10  | 1   | 8    | 9    | 6   | –   | –  | –  | –   | –  |
| 2005–06          | Pittsburgh Penguins | NHL              | 26  | 7   | 15   | 22   | 16  | –   | –  | –  | –   | –  |
| Total a la QMJHL | Total a la QMJHL    | Total a la QMJHL | 200 | 247 | 315  | 562  | 190 | 26  | 43 | 41 | 84  | 47 |
| Total a la NHL   | Total a la NHL      | Total a la NHL   | 915 | 690 | 1033 | 1723 | 834 | 107 | 76 | 96 | 172 | 87 |

Com a Internacional
| Any           | Equip         | Esdeveniment  |               | GP | G  | A  | Pts | Pn |
| ------------- | ------------- | ------------- | ------------- | -- | -- | -- | --- | -- |
| 1983          | Canadà        | CMJ           | 7             | 5  | 5  | 10 | 12  |    |
| 1985          | Canadà        | CM            | 9             | 4  | 6  | 10 | 2   |    |
| 1987          | CC            | 9             | 11            | 7  | 18 | 8  |     |    |
| 2002          | Canadà        | JJOO          | 5             | 2  | 4  | 6  | 0   |    |
| 2004          | Canadà        | CMH           | 6             | 1  | 4  | 5  | 2   |    |
| Totals júnior | Totals júnior | Totals júnior | Totals júnior | 7  | 5  | 5  | 10  | 12 |
| Totals sènior | Totals sènior | Totals sènior | Totals sènior | 29 | 18 | 21 | 39  | 12 |

## Vida personal
Al principi de la seva carrera, Lemieux fumava, i en un moment donat va consumir un paquet de cigarrets al dia. Va deixar l'hàbit, potser a causa d'un limfoma de Hodgkin.
Lemieux es va casar amb Nathalie Asselin el 26 de juny de 1993. Tenen quatre fills: Lauren (nascuda l'abril de 1993), Stephanie (nascuda el 1995), Austin Nicholas (nascut el 1996) i Alexa (nascuda el 1997). Austin va néixer prematurament, pesant només un quilo i mig, però avui dia està perfectament sa i va jugar a hoquei universitari a la Universitat Estatal d'Arizona. La família viu al pròsper suburbi de Sewickley, a Pittsburgh. Lemieux també tenia una segona residència a Quebec, prop de Mont-Tremblant, que es va començar a construir el 2009, va costar 20 milions de dòlars i va arribar a ser coneguda com el Château Fleur de Lys; va posar la casa a la venda el 2018.
Lemieux ha obert casa seva a joves estrelles dels Penguins com Marc-André Fleury i Sidney Crosby fins que es van establir a la zona de Pittsburgh, tal com va fer amb Jaromír Jágr després del Draft d'Entrada de la NHL de 1990 quan vivia a Mt. Lebanon, Pennsilvània. És ciutadà estatunidenc naturalitzat, i el 30 de març de 2007, Lemieux, un republicà registrat, va contribuir amb 2.300 dòlars al fons de campanya presidencial del 2008 de la senadora demòcrata dels Estats Units Hillary Clinton. En el passat, també ha fet contribucions al fons de reelecció de l'exsenador republicà dels Estats Units Rick Santorum.
El 17 de juny de 2009, Lemieux va ser nomenat Cavaller de l'Ordre Nacional de Quebec (CQ) pel llavors primer ministre de Quebec, Jean Charest.
En els honors canadencs del 2010, Lemieux va ser nomenat Oficial de l'Ordre del Canadà (OC) de mans de la llavors governadora general Michaëlle Jean.
Lemieux ha estat criticat per la seva implicació en múltiples escàndols d'agressió sexual. El 1992, Lemieux era a la mateixa habitació mentre el seu antic company d'equip Dan Quinn presumptament violava una dona. L'any 2000, mentre Lemieux era el propietari de l'equip, els Penguins van fitxar Billy Tibbetts, que va ser condemnat per violar una noia de 15 anys inconscient quan ell tenia 17 anys. Quan li van preguntar sobre el fitxatge, Lemieux va dir: «Crec que és una gran història. Aquell noi va afrontar tanta adversitat, va complir la seva condemna, va tornar després de tres anys i mig. Trobar-se a la NHL és un gran assoliment». El 2021, Lemieux, el subdirector general dels Penguins, Bill Guerin, i els Penguins van ser demandats per Erin Skalde, l'exdona de l'exentrenador dels Wilkes-Barre/Scranton Penguins (WBS Penguins), Jack Skalde. Erin Skalde va al·legar que van intentar encobrir l'agressió sexual que va patir per part de l'exentrenador dels WBS Penguins, John Donatelli. Jack Skalde va al·legar que va ser acomiadat després de queixar-se a l'equip, cosa que va qualificar com una violació de les lleis de denúncia.